# 学校のカイダン
『学校のカイダン』（がっこうのカイダン）は、2015年1月10日から3月14日まで毎週土曜21:00 - 21:54に日本テレビ系の「土曜ドラマ」枠で放送された日本のテレビドラマ。広瀬すずの連続ドラマ初主演作となった。
キャッチコピーは「さあ、コトバの力で世界を変えろ。」。
生徒会長の役目を押しつけられた地味な女子高生が、天才的スピーチライターの教えを受け言葉の力によって学校に革命を起こす学園ドラマで、タイトルの「カイダン」とは階段のことであり、広瀬が演じる主人公の春菜ツバメがスピーチライターに導かれて「革命の階段を上る」ことを表している。

## あらすじ
通っていた高校が閉鎖となり、名門の明蘭学園高等学校に特別採用として編入した主人公の春菜ツバメ。明蘭高では校長・誉田蜜子の命により、ツバメのような立場の生徒たちが無償で受け入れられるプロジェクトを実施しているが、学園のトップを飾る集団「プラチナ8」からその生徒たちは「特サ（特別採用）枠」と見下されている。プラチナ8の権力を前に途方に暮れる特サ枠の生徒たち。さらにツバメはプラチナ8の策略で実質的な権力のない生徒会長の役目を押しつけられてしまう。そんな中、ツバメに興味を持った車椅子の青年・雫井彗がツバメに近づく。彗はツバメにスピーチのやり方を指導し、それに従ってツバメは全校生徒に学校の改革を宣言する。孤立無援の中で、ツバメは少しずつ周囲の生徒たちを味方につけるが、プラチナたちはさまざまな妨害をしかけてくる。しかし、ツバメに与えられたスピーチの力は彼らの心をも引き付け、ツバメの側につく生徒も現れる。
やがて、ツバメのバックにいる彗の存在が明らかになり、一時は生徒たちの信頼を失って窮地に陥るが、姿を現して自らスピーチをした彗の言葉に打たれた全校生徒たちは再びツバメに信頼を置く。教育に対する熱意を失っていた教職員たちも、ツバメの地道な説得に心を動かし、理解を示すようになる。しかし、校長・誉田の過去を知る教頭の金時は、彗がツバメと因縁を持つ明蘭高の元生徒であることに気付く。
彗は本名を伊勢崎トオルと言い、明蘭高の生徒会長だったが、5年前に当時のプラチナ生徒によるいじめのために障がいを負って学校を去り、その事件は誉田によって隠蔽された。その後教育の成果を売り物に教育大臣候補にまで上りつめた誉田を彗は憎み続け、復讐のためにツバメを含む歴代生徒会長たちに声をかけ、最終的には学校を潰すつもりで改革を煽っていたのだ。この事実がマスコミに暴露され、大臣内定を辞退した誉田は、責任を取ると称して別の学校法人に明蘭高を売却し、事実上廃校とすることを発表する。しかし、契約は誉田を理事とするという内容だった。彗は校長が再び教育者として表舞台にでることを阻止しようと、自らの命を絶つ計画を考える。彗を救いたいと考えたツバメは、生徒たちと校舎に立てこもり、マスコミに対して彗と校長、そしてツバメによる合同記者会見を行うことを宣言した。そこでツバメは自らの力でスピーチをし、誉田が贖罪の気持ちを持ち続けていたことを明かして彼らを和解に導き、彗に対する自分の恋心を明かす。誉田は学校売却を中止し、彗の真の願いである学校への復帰を叶えたのち校長を辞任する。その後、3年生になったツバメと、脚の障がいを克服して2年生に復帰した彗ことトオルが、一緒に登校する場面で物語は終了した。

## キャスト

### 主要人物
春菜 ツバメ（はるな ツバメ）
演 - 広瀬すず
このドラマの主人公。私立明蘭学園高等学校2年1組生徒で、元々通っていた学校が廃校となった影響で特サ枠生徒として明蘭学園に転校してきた。祖父の徳次郎と二人暮らし。プラチナ8の策謀により生徒会長に選ばれ、学園の実情を知って幻滅し校内の雰囲気を一新すべく奔走する。誕生日は5月12日。
基本的に明るく素直な性格だが、引っ込み思案なため周囲の人にいつも流されていた。ひょんなことから彗に関わっているうちに自分でも気付かなかった芯の強さを発揮するようになる。第10話では彗の力を借りず自ら「言葉」を考え、合同記者会見で見事彗と誉田の心を動かすことに成功した。
当初は彗とはいがみ合っていたが、少しずつ信頼関係を保つようになり恋心を抱くようになる。
最終回では、自分の想いを告白し両想いになる。
演説時にはピンク色のトラメガを使用する。
雫井 彗（しずくい けい）/伊勢崎 トオル（いせざき トオル）
演 - 神木隆之介
もう一人の主人公。口が達者な謎の天才スピーチライターで、ツバメの師匠にあたる人物。「学校をメチャクチャにすること」をモットーとしている。一人称は基本的に「僕」だが、感情や敵意をむき出しにする際や他者を冷笑する場面では「俺」になる。困っているツバメを嘲笑うように近づき、契約を結んで、形式的にツバメの手助けをする。
「雫井彗」は偽名であり、本名は「伊勢崎 トオル」。物語時より5年前に負ったケガの後遺症で歩行障害を患っており、移動の際には車椅子を使用している。ただし、第7話で生徒達の目の前で1度立ち上がって見せている。
自身のケガの原因である事件の影響で心を閉ざしており、かなり破天荒で過激な性格だが、間接キスで狼狽えたり、ツバメからの感謝の言葉に嬉しそうな顔をしたり、などシャイな面もある。
彗の言動一つ一つが演説を行うツバメにとっての良い活性剤となっており、彗本人の意図とは対照的に、結果的には学校全体を良い方向に導いている。また、時にツバメを突き放しみんなの心をつかむという計画を実行、成功させている。たびたび、ツバメに対するセクハラじみた行為を行っている。
その正体は明蘭学園高特別採用プロジェクトの一期生で元生徒会長。いじめを受けていた特サ枠の生徒たちを庇ったため、彗に反感を抱いた当時のプラチナ枠の生徒達から、バレンタインデーの日に胴上げされた際に故意に地面に落とされ、現在も後遺症が残るほどの重傷を負わされた。しかし誉田が、学校が推進する特サ枠の維持および学校と自分の保身のために、その傷害事件を隠蔽した。金時もこれらの経緯を全て知っている。
その一件を境に誉田に対し敵意を抱くようになって以来、誉田に対する復讐に固執し明蘭学園高校に介入して誉田を破滅に追いやるために利用する目的で生徒会長、役員に接近し始め、自身の狙いさえ成就できれば自分の母校が滅び去っても構わない、と豪語するようになった。今でも自宅の隠し部屋には、明蘭学園の制服や、誉田らと共に写った写真が収納されていた。
ツバメの本心からの説得と叱咤によって、自分のこれまでの言動が本心では事件で失われた楽しい高校生活を取り戻し、再び学校に通うことを切実に願っていたことからの裏返しであることに気付いて、初めて涙を流し、他者への冷笑や嘲笑でない本心からの笑顔を取り戻し、復学する。
第9話までのエピソードにおいて本編開始前のストーリーテラーも務める。

### 私立明蘭学園高等学校
エリート名門高校で生徒の大半は裕福な家庭の者たちが通っている全校生徒600人の学校で今年で創立50周年。教職員はプラチナ8の横行を把握していながらも対策はとらず、逆にそれが公にならないよう隠蔽している。臨時生徒総会を開催した際、ツバメは「こんな変な学校は変えたい」と所信表明をしている。生徒会執行部は「教師は正しい事なんか教えてくれない」と、この学校をプラチナ8の独断支配下から変えるために立ち上がった。
系列校として明蘭学園パリ校がある。

#### プラチナ8
明蘭学園の中でも絶対的な権力を持つ8人組の生徒。親が学園に多額の寄付金を収めている関係で権威を振りかざし「生徒会の裏執行部」とも呼ばれていたが、実際にはメンバーたちの両親が利己的な要求を過剰に突き付けていた影響もあった。メンバーはその枠の証として南から贈られた特製の指輪をはめていたが、第7話では全員ツバメに心を動かされ指輪を外した。南・美森・夏樹・波留は2年1組生徒で、ツバメのクラスメイトである。宣戦布告したツバメを学園から追放するべく様々な嫌がらせを行っていたが、ツバメの真摯な姿勢に共鳴して改心してからは協力的になる。
麻生 南（あそう みなみ）
演 - 石橋杏奈
プラチナ8のリーダー格で学園の女王として君臨していた。ラクロス部に所属している。音楽家として活動している母親が世界中を飛び回っているため、他者からの愛を実感できないまま、幼少時代より一人自宅で過ごす孤独な生活を強いられてきた経緯から感情を失い、自分の立ち位置を他者にかき乱されることを嫌うようになった。プラチナ8の証である指輪も自分から離れて行かない様に縛り付ける為の象徴である。
美森や夏樹など他のメンバーたちが心を動かされていくのを目の当たりにして、次々と仲間を失うことに恐れを抱き、ツバメが彗の力を借りていたことを突き止め、ツバメの今までの演説が偽物だと他の生徒たちに吹聴して、学園からの追放を図り、さらには彗の正体も暴露しようとした。それでもツバメを信じ続ける美森と夏樹に失望し、彗からの冷酷な言葉で、誰にも愛されず、孤独になっていく自分を自覚していき、ツバメの誠実な言葉や指輪が無くても自身と互いを信じれば良いという美森の働きかけで心を動かされ、これまで失っていた笑顔を取り戻し、ツバメと協力的な関係になる。
香田 美森（こうだ みもり）
演 - 杉咲花
ラクロス部所属。学園の女子生徒でも、言論の面で強い影響力を持っている。かなりの演技派で策略家でもある。ツバメからは「みもりん」と呼ばれる。
プラチナ8の中で唯一出身中学が別であり、入学当初は独りだったが南に声をかけられ大喜びで加入した。メンバーの為に色々と働くがパシリ気味になっている。
中学時代は1人も友達がおらず孤独な生活を送っていたため、その寂しさと他者からの嘲笑に対する恐れを紛らわせるために、特サ枠の生徒たちを常に笑顔で見下すようになり、自分のプライドに固執していた。
しかし、ツバメの想いに応え、一度はボイコットした文化祭に参加し、「誰かの顔を伺うのではなく皆で心から笑顔で過ごしたい」と南たちに打ち明け、8人の中で最初にプラチナ枠から脱退する。南の策略でツバメの彗との秘密が暴露された際には、借り物の言葉だとしても本気で学校を変えようとしたツバメの想いを信じ、騙されて改心したなんて自分がカッコ悪く見えてしまうという理由から裏切り者と非難する生徒に加わらず夏樹と共に追放反対していた。孤独だった自分に声をかけてくれた南には離脱後も変わらぬ思い入れがあり、彼女の凍った心を溶かす決定打になった。
須堂 夏樹（すどう なつき）
演 - 間宮祥太朗
プラチナ8のもう一人のリーダー格で、バスケ部のエース。また成績優秀でもあるため、女子生徒からも人気が非常に高い。誕生日は8月31日。
内心では、プラチナ8の保護者たちが学校教育に干渉してくることを苦々しく思っているが、長らく父・友忠からは威圧されており、言い出すことができなかった。しかし、友忠のツバメたちに対する傲岸不遜な態度に失望して、プラチナ8メンバーの中で真っ先に、友忠らプラチナ8の保護者達の身勝手さと今までの自分たちの非礼を土下座で謝罪し、美森に次いでプラチナ枠より脱退する。南の策略でツバメの彗との秘密が暴露された際には、騙されて改心したと思われる訳にはいけないと追放運動には加わらなかった。
髪の先をヘアゴムで止めた長髪が特徴だが、第8話で金時の命令により髪を切ってしまった。
日向 タクト（ひなた タクト）
演 - 白洲迅
バスケ部部員で、草介とは中学校時代からの友人。プラチナ8でも口先が非常に上手く明朗な性格だが、家庭での問題などもあって時に粗暴な一面を見せる。
私生活で父・司から部活のことなどで度々嫌味を言われており、長らく圧力を掛けられていた経緯から、学校での某量的な態度の原因となっていたが、ツバメのスピーチで心を動かされた。美森と違い自分から離反する様な事は無かったが、内心では既に揺れ動いていた。
葉月 エミリー（はづき エミリー）
演 - 吉倉あおい
帰国子女で、物事をはっきり言う性格。
好意を寄せていた壺井とのスキャンダルが学園内に知れ渡り、生徒たちから反感を買ってしまう。同時に南たちからも一時期距離を置かれ、プラチナ8からも追放されかける。騒動の早期解決を図る理事長の申し入れでパリ校に転入せざるを得なくなるが、ツバメのスピーチによって救われ転入は取り消しになり、プラチナ8の手のひら返しをアッサリ受け入れて復帰する。その一方で心は既に動かされており、タクト同様に一歩踏み出せないまま揺れ動いていた。ツバメの言葉が借り物だったと発覚して、心が動かされかけたからこそショックだったとを怒りを向けるが、騒動の終結後ようやく和解する。
伊吹 玲奈（いぶき れな）
演 - 飯豊まりえ
常に自身の外見を気にする日和見主義者で、母・雅美から人は見た目とブランドで評価されるという言葉に縛られていた。
雅美が転校させると言い出した際には自らの意思で反発し、親たちの身勝手な振る舞いを夏樹、陸、波留と共に謝罪した。南の策略でツバメのスピーチが彗の手によるものだったと暴露された際には残りのプラチナ枠の生徒と共に再び敵に回りツバメの追放運動に加担するも、最後にはツバメの真摯な態度で心を動かされ、これまでとは違って本心からツバメに力を貸すようになった。
大倉 陸（おおくら りく）
演 - 成田凌
頭脳明晰で、プラチナ8のブレーン的存在。常に落ち着いた性格で、泰然自若とした雰囲気を醸し出している。
父・龍平からは将来弁護士になるよう言われているが、本心では両親から進路を押し付けられることを良く思っておらず、将来は小説家になりたがっている。
繊細で鋭敏な感覚の持ち主であり、ツバメの言動に対して最も早く疑問を呈していたが、後にツバメの真摯な態度に心を動かされ、最後には既に離脱していた美森や夏樹、他のプラチナ8のメンバーと共にツバメの手助けをするようになる。
第8話では、自筆の小説でコンクール入りを果たすが、これを良く思わない金時からは誉田の計らいだったことを告げられ、自棄を起こして原稿を燃やしてボヤ騒ぎを起こしてしまい、停学処分を受ける。しかし、ツバメたちの尽力で処分は撤回され、以降は金時から真摯な応援を受けるようになった。
千崎 波留（せんざき はる）
演 - 伊藤健太郎（健太郎名義）
文武に優れているが、常に傍若無人な振る舞いをする。タクトとは同じバスケ部だが、ある一件からプレーに対する意欲をなくしている。
その傍若無人な振る舞いは元々父・裕二の性格や言動の受け売りであり、第6話にてツバメたちプラチナ8以外の生徒に対する侮蔑的態度に失望し、これまでの振る舞いを反省してツバメたちに謝罪した。

#### 生徒会執行部
生徒会の執行機関。油森・脇谷は2年1組生徒で、ツバメの同級生。予算や部活創設・廃止などを決定する立場にあるが、実質はプラチナ8に権限を奪われていた。現在では学校を変えるための中心的組織となる。生徒会室を拠点としている。
油森 哲夫（あぶらもり てつお）
演 - 須賀健太
副会長。温和な性格だが、周囲からはよく苗字を「アブラムシ」と間違えられ、からかいの対象になっていた。バスケ部所属であるが、万年補欠扱い。自身の退学騒動が起こったときにツバメに救われ、学校内では最も早くツバメの味方となる。
ツバメが彗に好意を抱いていることを気付く。
脇谷 玉子（わきや たまこ）
演 - 清水くるみ
会計。母子家庭で幼い弟と妹がおり、家計を助けるために学校には内緒でアルバイトをしている。通学バス復旧費用が紛失する事件が起こった際、プラチナ8に脅されてツバメに責任をなすりつけようとしたが、逆にツバメが自ら責任をかぶったことで良心の呵責に苛まされる。最終的にはツバメと和解し、油森とともに良き味方となった。
甲羅 ちひろ（こうら ちひろ）
演 - 加藤諒
書記。愛称は「チョロリ」。オドオドした性格で、集団で自分の意見を述べることが苦手。大概の物は直せるくらいの機械オタクでロボットを制作するのが趣味。
轟 治（とどろき おさむ）
演 - 柾木玲弥
広報。絵を描くことが趣味で、人間観察が好きな一面もある。
畠 ハタロウ（はた ハタロウ）
演 - 藤原薫
書記。音楽家の家庭に育ち、トランペットの演奏を趣味としている。
御手洗 いるま（みたらい いるま）
演 - 雨野宮将明（ハンプティ・ダンプティ）
庶務。運動は苦手で実家は中華料理屋を経営し、卒業後は家業を継ぐことを考えている。大食漢でもあり、プラチナ8の特権である8食限定のステーキランチが1人前余った時に、プラチナ8には渡さず2人前を注文している。

#### 2年1組生徒
草刈 有紀（くさかり ゆき）
演 - 水上京香
プラチナ8同様の風格を持つ女子だが、メンバーには入れてもらえず「クラスのトップ女子」という位置に甘んじている。
漆山 桜奈（うるしやま おうな）
演 - 松川星
チア部部員。
小此木 千草（おこのぎ ちぐさ）
演 - 小野花梨
来島 渚（くるしま なぎさ）
演 - 堀本雪詠
桐生 美希（きりゅう みき）
演 - 荒木美裕
小山 由衣（こやま ゆい）
演 - 金澤美穂
田中 あかり（たなか あかり）
演 - 泉はる
堂元 亜実（どうもと あみ）
演 - 森山アスカ
星崎 かれん（ほしざき かれん）
演 - 小野木里奈
山科 こずえ（やましな こずえ）
演 - 山﨑萌香
和泉 彬（いずみ あきら）
演 - 大朏岳優
剣道部部長。
大曽根 賢一（おおぞね けんいち）
演 - 六車勇登
越智 優輝（おち ゆうき）
演 - 平岡拓真
乙黒 海里（おとぐろ かいり）
演 - 岡駿斗
笠原 草介（かさはら そうすけ）
演 - 奥村秀人
卓球部部長。タクトとは中学校時代からの友人。卓球部が他の日陰クラブと共に廃部になった後、復活をかけたバスケ部との勝負で逆転シュートを決めた。
菊間 蓮（きくま れん）
演 - 小松直樹
露木 利臣（つゆき としおみ）
演 - 村田優一
中森 翔（なかもり しょう）
演 - 神永圭佑
ゴルフ部部長。
日比野 雄太（ひびの ゆうだい）
演 - 島丈明
体操部部長。
三好 朔也（みよし さくや）
演 - 福山翔大
サッカー部部員。

#### 教職員
壷井 冬真（つぼい とうま）
演 - 金子ノブアキ
2年1組担任教師。表面上生徒たちには穏和に接するが、内心では生徒に対し差別的な感情を抱いていた。自身が窮地に追い込まれたときに使用する保険として、プラチナ8の女子生徒たちが生徒会室を荒らした映像をスマートフォンに記録していた。ツバメによりエミリーとのスキャンダルが解決した後は教師としてやり直す決意をし、陰ながらツバメを見守るようになる。
響 すみれ（ひびき すみれ）
演 - 野波麻帆
スクールカウンセラー。以前は医者として病院に勤務していたが、諸般の事情から辞職している。カウンセラーとしてはそれほど立派な仕事をこなしておらず、投げやりな態度を取っている。しかし、第8話で金時教頭とともに改心した。
星 流也（ほし りゅうや）
演 - 金山一彦
体育教師。生徒会顧問。元オリンピック強化選手で、現役時代に数々の敗北を喫した経緯から、夢を実現させるための努力は無駄なことだと思っている。学校の雰囲気を刷新しようと尽力するツバメを警戒していたが、第8話でツバメの切実な言葉に心を動かされて、響、金時とともに改心し、以降はツバメたちに力を貸すようになった。
金時 平男（きんとき ひらお）
演 - 生瀬勝久
教頭。学校運営の権力を事実上掌握し、「管理」と「教育」で学校の評判をものにしているが、その実態は学園の生徒を経済環境で分け隔てしているだけであり、長らくモンスターペアレントであるプラチナ枠の保護者の言いなりになっていたことがプラチナ8が権威を振りかざす遠因となっていた。
現在とは裏腹に20年前までは非常に生徒想いの教師であり、当時指導していた高校の演劇部では生徒の前にタイツ姿で現れて夢を見ることの大切さを説いていた姿から「タイツ金時」と呼ばれていた。しかし生徒が自由になるにつれて学校や保護者が介入したため、暴走した生徒達が放火事件を起こす事態にまで発展した。さらに退学となる事を恐れた生徒達が親や他の教師の差し金で口を揃えて、教育委員会に「金時に煽られてやった」と嘘の証言をしたことから学校を追われ、現在のような価値観・考えを持つようになる。だが、ツバメの説得や当時の生徒たちから当時の真相を知って考えを改め、かつての生徒思いな教師に戻る。
実は彗の正体と過去を知っており、自身や学園の保身のために生徒を使い捨てにする誉田の姿勢を不快に思っていた。そのため、誉田が推進する特サ枠のプロジェクトには反対していたが、彗を巡る事件が終息した後は退任した誉田の後を頼まれ、新校長に就任した。
誉田 蜜子（ほまれだ みつこ）
演 - 浅野温子
理事長兼校長。普段は理知然とした振る舞いと落ち着いた物腰をしている気品ある女性だが、学園の名誉とイメージのためなら生徒たちを利用したり、切り捨てることも厭わない強かさと冷酷さを持ち合わせている。実は内閣改造で教育省（文部科学省）大臣就任の推薦を受けており、自身の学校教育での実例を最も理想的な教育として世間やマスコミに宣伝している。
特別採用プロジェクトの発案者で推進者であり、言葉の力で学園に革命を起こそうとする特サ枠のツバメに対し、かつて明蘭学園を変えるべく尽力していた彗の面影を見て共感するような素振を見せているが、その一方では、不祥事の発覚でプラチナ枠の保護者からの見返りを失って特別採用プロジェクトが打ち切られ、自分の名誉に傷が付くことを恐れて、5年前に彗が後遺症に苦しむきっかけとなった傷害事件を隠蔽していた。被害者の彗に対しては謝罪をしているが、そのことを強く恨んでいた当の彗本人からは拒絶されていた。
後に彗の策略で、5年前の傷害事件と自身が隠蔽していた事実が明るみに出ると、学校の不祥事の責任を取る名目で学園を他の学校法人に売却して事実上廃校にし、自分一人追及を逃れようとした。しかし、ツバメの心からの説得と生徒たちによる反対運動で心を動かされ、廃校の計画を自らの意志で中止した。また、彗に対しては本心から罪悪感を抱いており、本当はツバメに対しても内心では期待の念も寄せていた。廃校騒動が終息した後は、自分の財産を学校の教育費に注ぎ込ませた上で、後のことを金時に任せ、自ら学園を退職した。

#### 特サ枠・プラチナ8保護者
徳次郎
演 - 泉谷しげる
ツバメの祖父で、青果店を営んでいる。「オードリー」という名前の三毛猫を飼っていて、かつては消防士になることを目指していた。ツバメが窮地に陥るとほかの特サ枠の保護者とともに助けにいく。
彗が現れるようになってからツバメに親指を立てることが日常茶飯事となっている。
香田 百恵（こうだ ももえ）
演 - 岩橋道子
美森の母。
須堂 友忠（すどう ともただ）
演 - 小木茂光
夏樹の父。PTA会長を務めるが、ツバメなどのその他の子供たちを「程度の低い物」と見做して、常に自分たち富裕層を特別視し、自身の地位を利用した息子たちに優位な環境づくりをするよう学園に揺さぶりをかけるモンスターペアレント。
これまでそのモンスターペアレントぶりを見てきた夏樹当人からは反感を持たれているが、反抗を許さない威圧的な態度で長らく息子を服従させていた。しかし、最後にはツバメの説得で考えを改めた夏樹から初めて反発され、二度と学校教育に口出ししないよう言い渡される。
日向 司（ひなた つかさ）
演 - 飯田基祐
タクトの父。口うるさく、高圧的な性格。私生活では事ある毎にタクトに嫌味を言い、息子が学校で粗暴な振る舞いをするようになった元凶でもある。
葉月 麻理奈（はづき まりな）
演 - 橘ゆかり
エミリーの母。
伊吹 雅美（いぶき まさみ）
演 - 澤田育子
玲奈の母。娘たちに有利な環境を変えようと努めるツバメを疎ましがり、「玲奈を転校させる」と宣言するも、当の玲奈から反抗される。
大倉 龍平（おおくら りゅうへい）
演 - 木村靖司
陸の父。法律家の家系上、息子にも自分と同じ道を進むよう強く言っていたが、ツバメに心を動かされた陸本人から「自分の好きな道を選ばせてほしい」と言い渡される。
千崎 裕二（せんざき ゆうじ）
演 - 東根作寿英
波留の父。傍若無人な性格をしており、波留が学校で粗暴な態度を取るようになった元凶とも言える。
息子たちプラチナ8の面子以外のツバメなどの生徒を見下し、冷笑する態度を取っていたが、最後には改心した波留からこれまでの不満をぶつけられる。

### ゲスト

#### 第1話
老人ホームの施設長
演 - 渡辺哲
明蘭学園生徒が施設を訪れた日に、ボランティア活動中に生徒が悪ふざけしていた画像を見つけ、怒りを露わにして学校に乗り込んでくる。

#### 第3話
璃子
演 - 高嶋菜七
1年生。タクトに憧れを抱く。草介の想い人。

## スタッフ
- 脚本 - 吉田智子
- 音楽 - 松本晃彦
- 演出 - 南雲聖一、鈴木勇馬、田部井稔
- 主題歌 - B'z「有頂天」（VERMILLION RECORDS）[12][13]
- 挿入歌 - 藤原さくら「Just one girl」（SPACE SHOWER MUSIC）
- オープニングタイトルバック - 熊本直樹
- 美術プロデュース -高野雅裕
- 劇中料理 - 赤堀博美
- スタントコーディネイター - 釼持誠
- スピーチライター指導 - 蔭山洋介[14]
- スケジュール - 鬼頭理三
- チーフプロデューサー - 伊藤響
- プロデューサー - 福井雄太（日テレ）、難波利昭（AX-ON）、八木欣也（スーパービジョン）
- 制作協力 - 日テレアックスオン
- 製作著作 - 日本テレビ

## 放送日程
| 各話                                                          | 放送日  | サブタイトル                                          | メイン生徒・教師                                      | 演出     | 視聴率 |
| ------------------------------------------------------------- | ------- | ----------------------------------------------------- | ----------------------------------------------------- | -------- | ------ |
| 第1話                                                         | 1月10日 | 腐った学園をコトバで変える! 弱虫女子の大逆襲が始まる! | 油森 哲夫                                             | 南雲聖一 | 09.0%  |
| 第2話                                                         | 1月17日 | 半径5センチの仲間 背中押す勇気の言葉                  | 脇谷 玉子 甲羅 ちひろ 轟 治 畠 ハタロウ 御手洗 いるま | 南雲聖一 | 10.6%  |
| 第3話                                                         | 1月24日 | 勝つためにバカになれ! エリートVS弱虫                  | 日向 タクト 笠原 草介 日比野 雄太 和泉 彬             | 鈴木勇馬 | 08.4%  |
| 第4話                                                         | 1月31日 | ズルい大人達へ! 子供が叫ぶ願いの言葉                  | 葉月 エミリー 壷井 冬真                               | 鈴木勇馬 | 10.6%  |
| 第5話                                                         | 2月7日  | 一番笑う人は一番弱い人? 強き熱い言葉                  | 香田 美森                                             | 南雲聖一 | 08.7%  |
| 第6話                                                         | 2月14日 | 今の子供は何思う? 親が見誤る子の本音                  | 須堂 夏樹 伊吹 玲奈 大倉 陸 千崎 波留                 | 鈴木勇馬 | 10.3%  |
| 第7話                                                         | 2月21日 | 最大の裏切り! 氷の女王が流す涙とは…                   | 麻生 南                                               | 南雲聖一 | 09.5%  |
| 第8話                                                         | 2月28日 | 私達が教えて欲しい事!生徒と教師の夢                   | 大倉 陸 金時 平男 星 流也 響 すみれ                   | 田部井稔 | 07.6%  |
| 第9話                                                         | 3月7日  | 大切な人の涙····｡ 私はあなたを救いたい                | 雫井 彗 誉田 蜜子                                     | 鈴木勇馬 | 09.8%  |
| 最終話                                                        | 3月14日 | 私達が伝えたい事!叫ぶ最後の言葉とは                   | 雫井 彗 誉田 蜜子                                     | 南雲聖一 | 08.3%  |
| 平均視聴率 9.3%（視聴率はビデオリサーチ調べ、関東地区・世帯） |         |                                                       |                                                       |          |        |